# Heinkel He 176

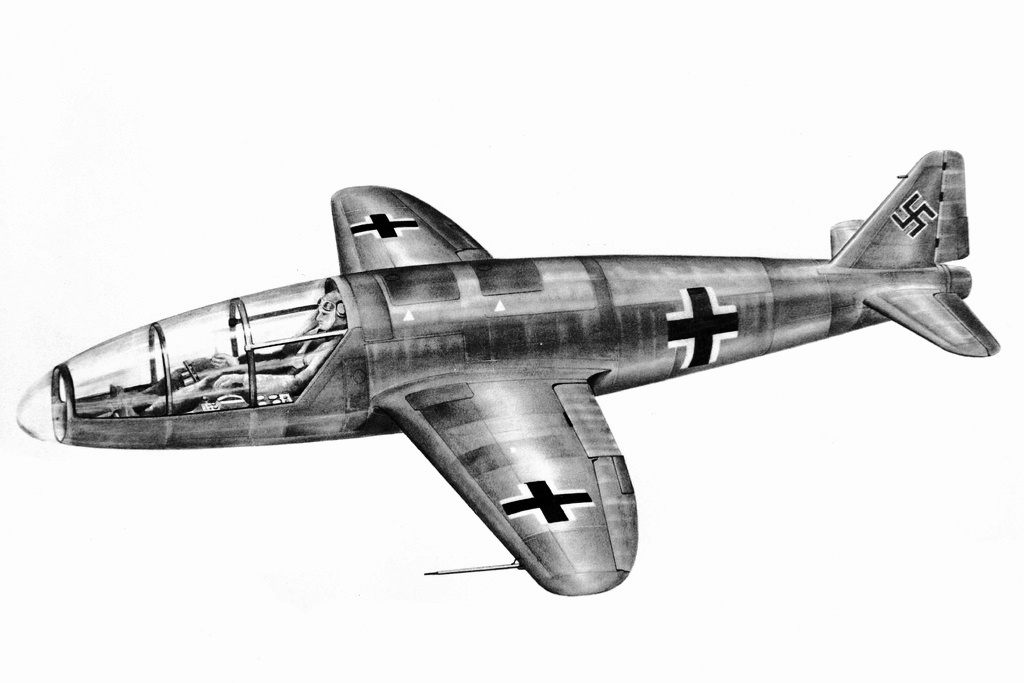
Heinkel He 176

De Heinkel He 176 was een Duits raketaangedreven vliegtuig. Het was het eerste vliegtuig dat door vloeibare brandstof met een raketmotor werd aangedreven. De eerste vlucht vond plaats op 20 juni 1939 door Erich Warsitz. Bij de ontwikkeling werd de nadruk vooral gelegd op hogesnelheidsvluchten, maar de prestaties waren niet spectaculair.